# Frans van der Lugt
Frans van der Lugt (L'Aia, 10 aprile 1938 – Homs, 7 aprile 2014) è stato un presbitero olandese.

## Biografia
Nato in una ricca famiglia di banchieri, da giovane esercitò la professione di psicoterapeuta prima di lasciare l'Olanda nella prima metà degli anni Sessanta, emigrando in Medio Oriente e unendosi ai Gesuiti. Nel 1966, dopo aver studiato l'arabo per due anni in Libano, si recò in Siria, dove avrebbe vissuto sino alla morte; a partire dal 1980 visse in una comunità agricola, dove si occupò dei "giovani con problemi di salute mentale".
Trascorse i suoi ultimi anni a Homs, dove lavorò nel monastero locale curando i malati e gli affamati. Agli inizi del 2014 ottenne visibilità planetaria grazie a una serie di video pubblicati su YouTube in cui chiedeva alla comunità internazionale aiuti concreti per i cittadini della città assediata. Nonostante la situazione difficile, non volle abbandonare il posto di lavoro e in febbraio il The Economist riportò che egli fosse rimasto l'unico europeo a Homs, apostrofandolo come "il pastore del [suo] gregge".
Il 7 aprile del 2014 venne assassinato tramite colpi d'arma da fuoco: secondo il governatore di Homs Talal al-Barazi, l'omicidio fu eseguito dagli estremisti del fronte al-Nusra.